# Furies de Toronto
Les Furies de Toronto étaient une équipe féminine professionnelle de hockey sur glace de Toronto, en Ontario. L'équipe jouait ses matchs à domicile au Centre MasterCard situé à Toronto et elle a remporté la coupe Clarkson en 2014.

## Histoire

### Les différents noms
Les Furies évoluent dans la Ligue canadienne de hockey féminin (LCHF) depuis sa saison inaugurale 2007-2008. Auparavant l'équipe évoluait dans la Ligue nationale de hockey féminin (LNHF) et la plupart des joueuses qui étaient en LNHF ont suivi le mouvement vers la LCHF et constituées l'effectif de la saison inaugurale.
L'équipe a porté plusieurs noms au cours de son existence qui sont dans l'ordre les « Aeros de North York », les « Aeros de Beatrice », « Aeros de Toronto », « Aeros de Mississauga » et les « Chiefs de Mississauga ».
En septembre 2011, l'équipe adopte le nom des « Furies de Toronto » après un concours télévisé What's In a Name? ; les joueuses votent alors pour l'un des cinq noms suggérés par les fans. Les cinq noms étant : Force, Tornadoes, Snipes, Furies et Vamps. La plupart des joueuses présentes sont des Aeros de Toronto de la saison 2010-2011.

### LNHF - 1998 à 2007
L'équipe est fondée en 1998 sous le nom des « Aeros de North York » puis rebaptiséeée en 1999 « Aeros de Beatrice » (d'après le nom de leur sponsor, Beatrice Foods Canada). Le 22 mars 1998, Dana Antal marque un but à 5:31 minutes de la fin du match sur une passe de Jennifer Botterill pour donner la victoire 3-2 face à l'Oval X-Treme de Calgary au Esso women's hockey nationals, les Aeros représentant la province de l'Ontario.
Lors de la saison 1999-2000, les Aeros de Beatrice jouent contre les Panthères de Sainte-Julie dans le match de championnat de la LNHF. Lors du deuxième match de la finale, Cherie Piper marque le but gagnant avec 9:06 minutes à disputer en première période et Lauren Goldstein obtient le blanchissage pour les Aeros. Avec la victoire 1-0, les Aeros de Beatrice gagnent le championnat basé sur la différence de buts des deux matchs.
| Date         | Adversaire                | Matchs de la série finale 1999-2000 |
| 18 mars 2000 | Panthères de Sainte-Julie | Match nul 2-2                       |
| 19 mars 2000 | Panthères de Sainte-Julie | Toronto gagne 2-1                   |

L'équipe change de nom en 2003 pour adopter le nom des « Aeros de Toronto », puis devient les « Aeros de Mississauga » le temps de la saison 2006-2007. L'équipe joue ses matchs à domicile au Beatrice Ice Gardens situé sur le campus de l'Université York. La LNHF cesse ses activités en 2007 et l'équipe a remporté 4 championnats : 2000, 2001, 2002 et 2005.

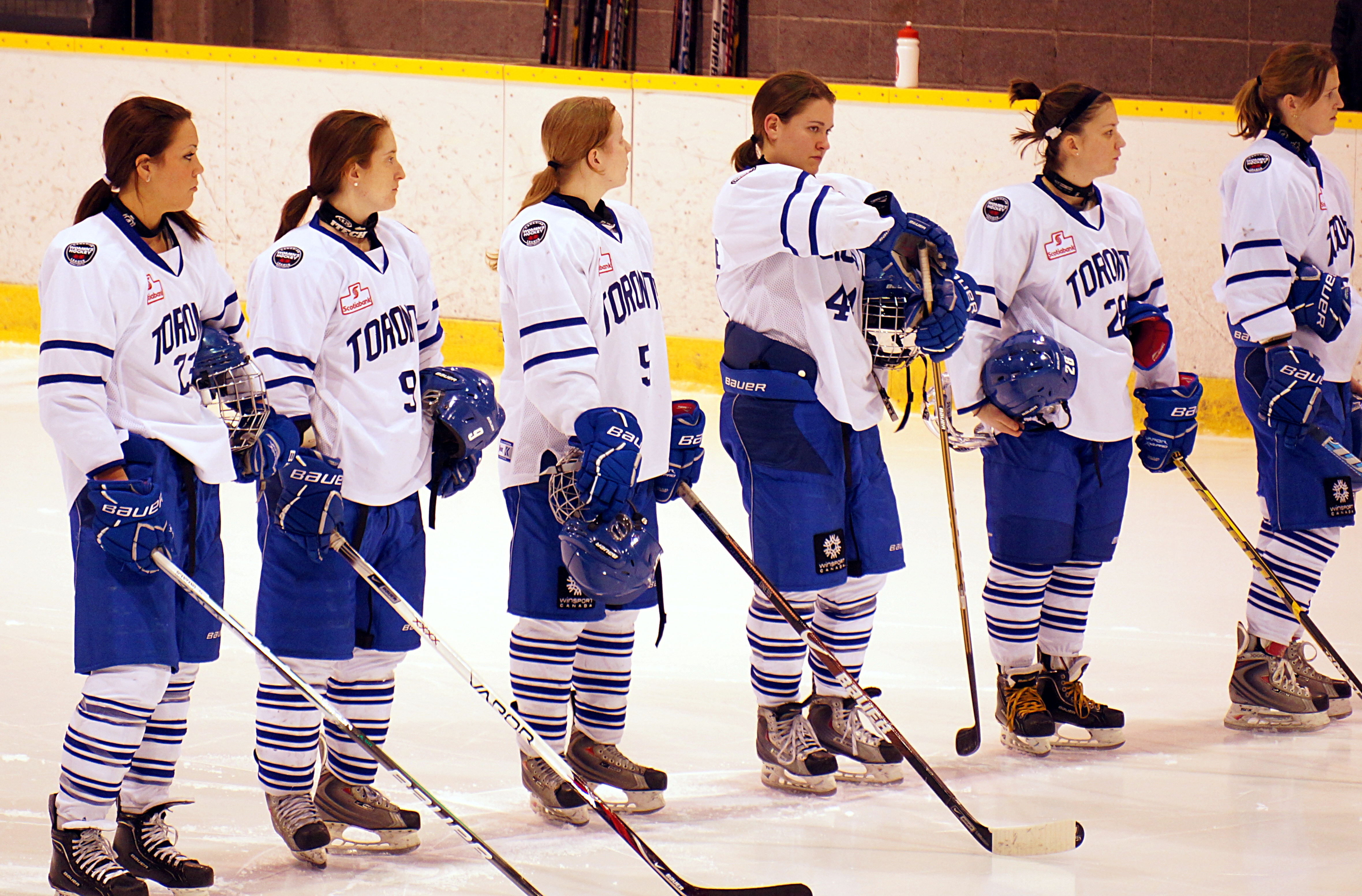
L'équipe des Furies de Toronto en 2012.

### LCHF - 2007 à aujourd'hui
Lors de la création de la Ligue canadienne de hockey féminin (LCHF), l'équipe prend le nom des « Chiefs de Mississauga » pour 3 saisons (2007 à 2010) puis revient au nom des « Aeros de Toronto » à la saison 2010-2011. Elle joue ses matchs à domicile au Centre MasterCard de Toronto.
Malgré une saison difficile, les Aeros réussissent à se qualifier pour les séries éliminatoires de fin de saison. Lors de ses séries, elles éliminent les Blades de Boston en deux matchs et peuvent ainsi participer au tournoi de Championnat de la Coupe Clarkson.
| Date         | Adversaire       | Série éliminatoire LCHF 2011                            |
| 11 mars 2011 | Blades de Boston | Toronto gagne 4-2                                       |
| 12 mars 2011 | Blades de Boston | Toronto gagne 3-1                                       |
| 13 mars 2011 | Blades de Boston | Un 3e match n'est pas nécessaire dans la série 2 dans 3 |

Lors du tournoi de la Coupe Clarkson 2011, l'équipe de Toronto surprend en gagnant deux matchs sur trois et se rend en finale. Les Aeros y sont défaites 5-0 dans par les Stars de Montréal qui remportent la Coupe Clarkson.
| Date         | Adversaire          | Finale Coupe Clarkson 2011 |
| 24 mars 2011 | Thunder de Brampton | Aeros de Toronto 3-2       |
| 25 mars 2011 | Minnesota           | Aeros de Toronto 6-0       |
| 26 mars 2011 | Stars de Montréal   | Stars de Montréal 2-1      |
| 27 mars 2011 | Stars de Montréal   | Stars de Montréal 5-0      |

## Bilan par saisons
| Saison    | PJ | V  | VP | D | BP  | BC  | Pts | Classement                       | Séries éliminatoires      |
| --------- | -- | -- | -- | - | --- | --- | --- | -------------------------------- | ------------------------- |
| 1998-1999 | 40 | 37 | 2  | 1 | 189 | 39  | 75  | Termine 1er, Division de l'Ouest | Perd en première ronde    |
| 1999-2000 | 40 | 35 | 3  | 2 | 217 | 37  | 72  | Termine 1er, Division de l'Ouest | Gagne le championnat LNHF |
| 2000–2001 | 40 | 35 | 2  | 3 | 222 | 48  | 73  | Termine 1er, Division de l'Ouest | Gagne le championnat LNHF |
| 2001–2002 | 30 | 23 | 2  | 5 | 149 | 39  | 51  | Termine 1er, Division de l'Ouest | Gagne le championnat LNHF |
| 2002–2003 | 36 | 32 | 3  | 1 | 201 | 54  | 65  | Termine 1er, Division Centrale   | Finaliste, perd en finale |
| 2003–2004 | 36 | 33 | 2  | 1 | 197 | 42  | 67  | Termine 1er, Division Centrale   | Perd en première ronde    |
| 2004–2005 | 36 | 24 | 8  | 4 | 142 | 68  | 54  | Termine 2e, Division Centrale    | Gagne le championnat LNHF |
| 2005–2006 | 36 | 13 | 19 | 4 | 114 | 127 | 32  | Termine 4e, Division Centrale    | Non qualifié              |
| 2006–2007 | 21 | 15 | 6  | 0 | 107 | 51  | 31  | Termine 3e, Division unique      | Perd en première ronde    |

| Saison    | PJ | V  | VP | D  | BP  | BC  | Pts | Classement                    | Séries éliminatoires                                  |
| --------- | -- | -- | -- | -- | --- | --- | --- | ----------------------------- | ----------------------------------------------------- |
| 2007–2008 | 30 | 21 | 8  | 1  | 115 | 61  | 43  | Termine 2e, Division Centrale | Finaliste, perd en finale                             |
| 2008–2009 | 26 | 16 | 8  | 2  | n/a | n/a | 34  | Termine 3e, Division unique   | Finaliste, perd en finale                             |
| 2009–2010 | 30 | 21 | 8  | 1  | n/a | n/a | 43  | Termine 2e                    | Perd en première ronde                                |
| 2010–2011 | 26 | 8  | 13 | 5  | 83  | 98  | 21  | Termine 4e                    | Finaliste                                             |
| 2011–2012 | 27 | 9  | 0  | 18 | 75  | 105 | 26  | Termine 4e                    | Dernière position                                     |
| 2012–2013 | 22 | 8  | 0  | 14 | 53  | 69  | 17  | Termine 4e                    | Termine 3e des séries                                 |
| 2013–2014 | 23 | 10 | 0  | 13 | 70  | 61  | 23  | Termine 4e                    | Termine 2e des séries Championne de la Coupe Clarkson |
| 2014–2015 | 24 | 8  | 0  | 16 | 51  | 88  | 19  | Termine 4e                    | Termine 4e des séries                                 |
| 2015–2016 | 24 | 6  | 0  | 18 | 59  | 87  | 14  | Termine 4e                    | Termine 4e des séries                                 |
| 2016–2017 | 24 | 9  | 0  | 15 | 52  | 58  | 22  | Termine 4e                    | Termine 3e des séries                                 |
| 2017–2018 | 28 | 9  | 0  | 19 | 56  | 99  | 20  | Termine 6e                    | Non qualifié                                          |
| 2018–2019 | 28 | 14 | 0  | 14 | 64  | 77  | 28  | Termine 4e                    | 1-2 Inferno de Calgary                                |

## Personnalités

### Joueuses

#### Effectif actuel

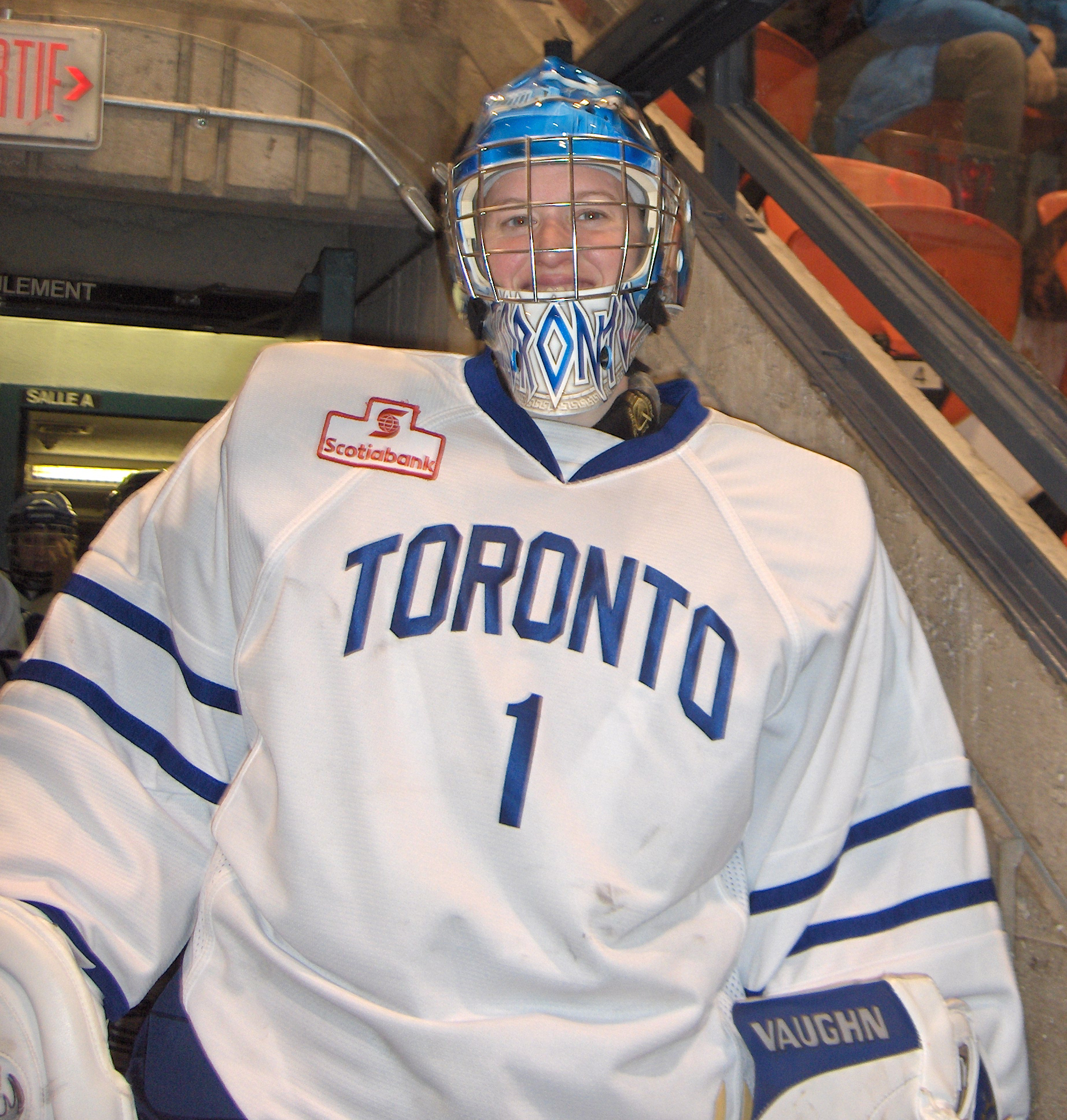
La gardienne Sami Jo Small pour les Furies de Toronto.

| No    | Nom               | Nat. | Position       | Arrivée                                    |
| ----- | ----------------- | ---- | -------------- | ------------------------------------------ |
| +002, | Julie Allen       |      | Attaquante     | 2011 - Wildcats du New Hampshire (NCAA)    |
| +003, | Britany Howard    |      | Attaquante     | 2018 - Colonials de Robert Morris (NCAA)   |
| +004, | Julia Fedeski     |      | Défenseure     | 2018 - Wildcats du New Hampshire (NCAA)    |
| +006, | Sena Susuki       |      | Défenseure     | 2015 - Ligue Japon                         |
| +009, | Mellissa Channel  |      | Défenseure     | 2017 - Badgers du Wisconsin (NCAA)         |
| +010, | Shannon Stewart   |      | Attaquante     | 2017 - ECDC Memmingen ( Frauen-Bundesliga) |
| +011, | Jessica Platt     |      | Attaquante     | 2016 -                                     |
| +012, | Jessica Vella     |      | Attaquante     | 2013 - Friars de Providence (NCAA)         |
| +014, | Renata Fast       |      | Défenseure     | 2016 - Golden Knights de Clarkson (NCAA)   |
| +016, | Sarah Nurse       |      | Attaquante     | 2018 - Équipe du Canada                    |
| +017, | Emily Fulton      |      | Attaquante     | 2015 - Big Red de Cornell (NCAA)           |
| +019, | Brittany Zubackl  |      | Attaquante     | 2017 - Agent libre                         |
| +021, | Megan Quinn       |      | Défenseure     | 2018 - Orange de Syracuse (NCAA)           |
| +022, | Shiann Darkangelo |      | Attaquante     | 2018 - Kunlun Red Star                     |
| +023, | Shannon Moulson   |      | Défenseure     | 2012 - Barracudas de Burlington            |
| +024, | Natalie Spooner   |      | Attaquante     | 2012 - Buckeyes d'Ohio State (NCAA)        |
| +025, | Emma Greco        |      | Défenseure     | 2018 - Whale du Connecticut (LNHF)         |
| +027, | Carolyne Prevost  |      | Attaquante     | 2012 - Badgers du Wisconsin (NCAA)         |
| +028, | Mackenzie Macneil |      | Attaquante     | 2018 - Catamounts du Vermont (NCAA)        |
| +029, | Elaine Chuli      |      | Gardien de but | 2018 - Vanke Rays                          |
| +034, | Amanda Makela     |      | Gardien de but | 2016 - Beauts de Buffalo (LNHF)            |
| +035, | Shea Tiley        |      | Gardien de but | 2018 - Golden Knights de Clarkson (NCAA)   |
| +037, | Anissa Gamble     |      | Attaquante     | 2018 - Inferno de Calgary                  |
| +060, | Alysha Burriss    |      | Attaquante     | 2018 - Orange de Syracuse (NCAA)           |
| +096, | Jordan Hampton    |      | Défenseure     | 2018 - Blades de Boston                    |

#### Capitaines
- 2016 - en cours : Natalie Spooner

#### Choix de premier tour
Ce tableau permet de présenter le premier choix de l'équipe lors du repêchage d'entrée de la LCHF qui a lieu chaque année depuis 2010.
| Année | Joueuse           | Choix              | Équipe junior                       |
| ----- | ----------------- | ------------------ | ----------------------------------- |
| 2010  | Tessa Bonhomme    | 1er choix au total | Buckeyes d'Ohio State (NCAA)        |
| 2011  | Jesse Scanzano    | 5e au total        | Lakers de Mercyhurst (NCAA)         |
| 2012  | Rebecca Johnston  | 2e au total        | Big Red de Cornell (NCAA)           |
| 2013  | Katie Wilson      | 2e au total        | Bulldogs de Minnesota-Duluth (NCAA) |
| 2014  | Megan Bozek       | 2e au total        | Équipe nationale des États-Unis     |
| 2015  | Emily Fulton      | 2e au total        | Big Red de Cornell (NCAA)           |
| 2016  | Renata Fast       | 2e au total        | Golden Knights de Clarkson (NCAA)   |
| 2017  | Kristyn Capizzano | 2e au total        | Eagles de Boston College (NCAA)     |
| 2018  | Sarah Nurse       | 2e au total        | Badgers du Wisconsin (NCAA)         |

### Dirigeants

#### Entraîneurs-chefs
- 2007 - 2008 : Stephanie White[10]
- 2008 - 2010 : Rick Osborne
- 2010 - 2011 : Dan Lichterman
- 2011 - 2012 : Chris Brennan
- 2012 - 2017 : Sommer West[11]
- 2017 - 2018 : Jeff Flanagan[12]
- 2018 - En cours : Courtney Kessel[13]

#### Directeurs généraux
| N° | Nom              | Engagement | Départ   | Remarques                                               |
| -- | ---------------- | ---------- | -------- | ------------------------------------------------------- |
| 1  | Jim Holman       | 2007       | 2010     | L'équipe joue sous le nom des « Chiefs de Mississauga » |
| 2  | Barb Fisher      | 2010       | 2011     | L'équipe joue sous le nom des « Aeros de Toronto »      |
| 3  | Dan Wilson       | 2011       | 2012     |                                                         |
| 4  | Rebecca Micheal  | 2012       | 2017     | Remporte la Coupe Clarkson pour la saison 2013-2014     |
| 5  | Nicole Latreille | 2017       | 2018     |                                                         |
| 6  | Sami Jo Small    | 2018       | En cours |                                                         |